# Kazimieras Vasiliauskas
Kazimieras Vasiliauskas (Kaišiadorys, 2 augustus 1990) is een Litouws autocoureur.

## Carrière
Vasiliauskas startte zijn carrière in de autosport in de karting. Hij won tussen 2001 en 2005 vier titels in verscheidene Litouwse kart-kampioenschappen. In 2008 reed hij in de Eurocup Formule Renault 2.0 en het Italiaanse Formule Renault-kampioenschap. In 2009 reed hij zowel in de Formule Palmer Audi en het Formule 2 kampioenschap. Hij won in beide raceklassen een race, op Brands Hatch in de Formule Palmer en op de Autodromo Enzo e Dino Ferrari in de Formule 2.

## Formule 2 resultaten
| Jaar | 1     | 2      | 3       | 4     | 5      | 6     | 7     | 8      | 9       | 10    | 11    | 12    | 13    | 14      | 15    | 16    | Rang | Punten |
| ---- | ----- | ------ | ------- | ----- | ------ | ----- | ----- | ------ | ------- | ----- | ----- | ----- | ----- | ------- | ----- | ----- | ---- | ------ |
| 2009 | VAL 3 | VAL 20 | BRN Ret | BRN 8 | SPA 10 | SPA 7 | BRH 5 | BRH 12 | DON Ret | DON 2 | OSC 3 | OSC 7 | IMO 1 | IMO Ret | CAT 8 | CAT 4 | 7e   | 45     |